# 金點新秀設計獎
金點新秀設計獎，是臺灣新一代設計展的競賽獎項。

## 歷史沿革
「新一代設計展」為全球規模最大的設計人才與創意展覽的交流平台，由經濟部及教育部共同指導，經濟部工業局主辦、台灣設計研究院執行，是台灣設計界學子展現學習成果的重要舞台，也是企業發掘優秀設計人才、促進產學交流的平台，於2015年改為「金點新秀設計獎」。
2018年主辦單位新增「創業潛力特別獎」，該獎項協助獲獎作品與合適之廠商洽談後續合作及開發的可能性。2019年再新增「社會設計類」，該獎項著重於設計者對社會議題或制度提出的設計理念。

## 獎項與類別
獎項
- 金點新秀年度最佳設計獎
- 金點新秀設計獎
- 金點新秀贊助特別獎
- 金點新秀入圍獎
- 創業潛力特別獎[註 1]

類別
- 產品設計類
- 工藝設計類
- 包裝設計類
- 空間設計類
- 時尚設計類
- 視覺傳達設計類
- 數位多媒體設計類
- 社會設計類[註 2]

## 爭議問題
2016年包裝設計類金點新秀年度最佳設計獎得主「專業工具」，是來自新北市私立復興高級商工職業學校的設計作品，事後傳出涉嫌抄襲西班牙Marc Monguilod的包裝設計。經主辦單位於同年5月21日召開作品覆核審定會議後，裁決取消得獎資格，該屆以「從缺」辦理。該事件是設計獎首次有首獎作品遭檢舉撤銷獎項。

## 外部連結
- 金點新秀設計獎的Facebook專頁
- YouTube上的Youngpin100頻道
- Youngpin100